# Campus Universitario de Lagoas-Marcosende
El Campus Universitario de Lagoas-Marcosende, también conocido como Ciudad Universitaria de Lagoas-Marcosende y anteriormente como Colegio Universitario de Vigo (CUVI), es el campus de mayor extensión del Campus de Vigo, de la universidad homónima. Se sitúa en los montes de la parroquia viguesa de Zamanes, concretamente cerca de Marcosende y Cidáns. El lugar de Vilariño quedó enclavado dentro de este campus.

## Historia
El campus se construyó sobre terrenos forestales situados principalmente en la parroquia de Zamanes, aunque también se vieron afectadas Beade, Valladares y Bembrive. Se llevó a cabo un proceso de expropiación de más de un millón de metros cuadrados, tanto de terrenos particulares como comunales. Para la ampliación de 1993, la Comunidad de Montes en Man Común de Zamanes rechazó el precio de 1 500 pesetas por metro cuadrado, establecido por el Jurado Provincial de Expropiaciones. Este conflicto, que derivó en los juzgados, no terminaría hasta 2017, cuando llegó a un acuerdo con el Ayuntamiento de Vigo.
El primer germen fue el Colegio Universitario de Vigo (CUVI), construido en 1977, actual facultad de Filología. La ampliación de 1993 se construyó según el modelo de ciudad académica estadounidense. Comprende facultades, residencia, complejos deportivos y de entretenimiento y un centro comercial. Fue diseñada por los arquitectos Alberto Noguerol, Alfonso Penela, Benedetta Tagliabue, César Portela, Enric Miralles, Gabriel Santos Zas y Pilar Díez.
En este campus se encuentran la gran parte de las facultades de la Universidad de Vigo:
- Escuela de Ingeniería Industrial.
- Escuela de Ingeniería de Minas y Energía.
- Escuela de Ingeniería de Telecomunicación.
- Facultad de Biología.
- Facultad de Ciencias del Mar.
- Facultad de Química.
- Facultad de Ciencias Económicas y Empresariales.
- Facultad de Ciencias Jurídicas y del Trabajo.
- Facultad de Filología y Traducción.
- Centro de Apoyo Científico y Tecnológico a la Investigación (CACTI).
- Centro de Investigación Biomédica (CINBIO).[8]
- Centro de Investigación Tecnológico Industrial (MTI).

## Callejero
El Consejo de Gobierno de la Universidad decidió bautizar las calles del campus en diciembre de 2003, algunas de ellas homenajean a Leonardo da Vinci, a Galileo, a Erasmo, a Marie Curie, a Maxwell, a Enric Miralles, a la Xeración Nós, a la Ilustración y las Cantigas. Descartes, Sócrates, Julio Verne, María Moliner, Severo Ochoa y Maruja Mallo también se propusieron, pero por diversos motivos fueron descartados. El pleno del Ayuntamiento de Vigo del 31 de mayo de 2004 acordó aceptar esta nomenclatura. Además, se utilizó la micro toponimia en idioma gallego para nombrar otros viales, como As Pedras Miúdas, O Ferro Vello, A Fontefría, A Fonte das Abelleiras, As Devesas, O Camiño dos Arrieiros, A Cumieira ey As Pedreiras.
En abril del 2019, se acordó bautizar los edificios de Gerencia-Servicios Centrales, Anexo a la Gerencia y Rectorado con los nombres de Egeria, Filomena Dato y Ernestina Otero. Otros edificios llevan el nombre de Isaac Newton y Enric Miralles.

## Galería de imágenes
|                           |
| Edificio Ernestina Otero. |

|                    |
| Edificio Miralles. |

|                  |
| Edificio Egeria. |

|                  |
| Edificio Egeria. |

|                                                  |
| Facultad de Ciencias Económicas y Empresariales. |